# Ovalno okence
Ovalno ali preddvorno okence (latinsko fenestra ovalis, fenestra vestibuli) je ovalna odprtina, ki jo zapira plošča stremenca. Nahaja se v medialni steni bobnične votline in vodi v preddvor ušesa. Preko njega se v koščenega polža prenašajo zvočne vibracije.

## Funkcija
Ovalno okence ima vlogo pri prenosu zvoka iz zunanjega, preko srednjega v notranje uho. Zvočni valovi dospejo do bobniča, kjer se petvorijo v mehanične vibracije in se prenesejo na slušne koščice: iz bobniča na kladivce, nato na nakovalce in naposled na stremence. Iz stremenca se vibracije prenesejo na ovalno okence, ki posledično sámo zavibrira in povzroči, da perilimfa v notranjem ušesu zavalovi. Premikanje perlimfe se nato prenese na endolimfo. Valovanje se potem pretvori v električne impulze, ki jih prestrežejo dlačnice in jih prenesejo po kohlearnem živcu do možganov.